# Svetovno prvenstvo v biatlonu 1958
Svetovno prvenstvo v biatlonu 1958 je prvo svetovno prvenstvo v biatlonu, ki je potekalo med 1. in 2. marcem 1958 v Saalfeldenu, Avstrija, v eni disciplini za moške ter neuradni ekipni tekmi.

## Dobitniki medalj

### Moški
| Disciplina        | Zlato                                                                    | Zlato     | Srebro                                                                                     | Srebro    | Bron                                                                 | Bron      |
| 20 km             | Adolf Wiklund                                                            | 1:33:44,0 | Olle Gunneriusson                                                                          | 1:34:13,0 | Viktor Butakov                                                       | 1:34:46,0 |
| ekipno (neuradno) | Švedska · Adolf Wiklund · Olle Gunneriusson · Sture Ohlin · Sven Nilsson | 6:23:58   | Sovjetska zveza · Viktor Butakov · Valentin Pšenicin · Dimitrij Sokolov · Aleksander Gubin | 6:35:33   | Norveška · Arvid Nyberg · Asbjørn Bakken · Knut Wold · Rolf Graterud | 7:23:58   |

## Medalje po državah
| Poz | Država          | Zlato | Srebro | Bron | Skupaj |
| 1   | Švedska         | 1     | 1      | 0    | 2      |
| 2   | Sovjetska zveza | 0     | 0      | 1    | 1      |